# Pamida

Торговый центр Pamida в Смитвилл (Теннесси), Теннесси.

Pamida — сеть торговых центров в США, являющаяся подразделением ShopKo Stores, Inc. Торговые центры Pamida располагаются в основном в небольших городках с населением от 3.000 до 8.000 человек.